# Phaeophilacris trivenosa
Phaeophilacris trivenosa är en insektsart som beskrevs av Lucien Chopard 1969. Phaeophilacris trivenosa ingår i släktet Phaeophilacris och familjen syrsor. Inga underarter finns listade i Catalogue of Life.